# Lindenstraße (Trier)
Die Lindenstraße ist eine Straße in Trier, die in den Stadtteilen Mitte und Nord verläuft.

## Verlauf
Die Lindenstraße führt von der Nordallee an den Georg-Schmitt-Platz an der Kaiser-Wilhelm-Brücke.
Die Straße ist eine Einbahnstraße, die nur stadtauswärts befahren wird. Stadteinwärts wird heute der Querbogen über Ausoniusstraße und Friedrich-Ebert-Allee genutzt; früher wurde stadteinwärts die parallel verlaufende Merianstraße befahren.

## Geschichte
Die Straße ist nach einer ursprünglich hier vorhandenen Lindenallee benannt, die auch Zurlaubener Allee genannt wurde. Von 1927 bis 1933 und von 1948 bis 1958 hieß die Straße Stresemannallee; 1958 wechselte die Benennung zu Ehren Gustav Stresemanns von der heutigen Lindenstraße auf die heutige Stresemannstraße am Viehmarkt.

## Kulturdenkmäler
In der Lindenstraße befinden sich acht Kulturdenkmäler.